# 莱夫扎茹
莱夫扎茹（马普切语：Leftraru，“迅捷的南方长腿鹰”，劳塔罗）是智利的四年的阿劳卡尼亚战争中的年轻的马普切军事统帅。莱夫扎茹的人民曾试图赶走西班牙人殖民地开拓者。尽管在武器上远远落后，然而他指挥的军队却给西班牙军队造成了毁灭性的攻击和巨大的死亡人数。在他将要赢得最后的胜利时，在战斗中犧牲了，年仅23岁左右。

## 早年
莱夫扎茹是一位马普切酋长的儿子。他被认为在1534年生于特雷瓜科。在1546年，他被一些西班牙人殖民地开拓者俘虏。他成为了堂·佩德罗·德·巴尔迪维亚的私人仆人。堂·佩德罗·德·巴尔迪维亚是征服智利的一名西班牙征服者，并且他当时是智利的总督。莱夫扎茹通过观察，学到了西班牙军队的军事方法与技能。他也目睹了西班牙人对被俘的马普切战士实施的残暴行为。
根据智利小说家伊莎贝尔·阿莲德在她的历史小说《我的灵魂伊内丝》中所述，莱夫扎茹这个男孩故意让西班牙人俘虏了他，以了解他们的秘密，并且直到他觉得他已经了解够了，他才开始着手逃走。不过，他逃了两次，分别在1550年和1552年。在1553年（满19岁那年），马普切人聚在一起决定如何回应西班牙人的入侵。这场会议最终决定开战。战争领袖考波利坎选择了莱夫扎茹为副战争领袖，这是因为他曾是西班牙骑兵中的一名侍从，因此他知道如何击败骑马的征服者们。莱夫扎茹为马普切人介绍了马匹的使用并设计了更好的战术。他组织了一支大规模的、凝聚力强的军队──其军事阵型是马普切人所不熟悉的。

## 军事活动

### 图卡佩尔战役
莱夫扎茹指挥6000名战士攻击了图卡佩尔堡垒。西班牙驻军挡不住进攻并撤退到了普伦。莱夫扎茹夺取了这座堡垒，并且他确定西班牙人会试图夺回它。确实如此，巴尔迪维亚总督试图用被削减了的部队夺回它，结果在1553年圣诞节那天，他的部队很快就被马普切人包围和屠杀。图卡佩尔战役是佩德罗·德·巴尔迪维亚的最后一战，因为他被俘虏，之后被杀死。
在遭受了图卡佩尔的失败之后，西班牙人匆忙地重新组织了他们的部队，增援了帝国堡垒的防卫，并遗弃了孔菲内斯和阿劳科的拓居地，来强化康塞普西翁。而马普切人按照传统，进行了冗长的胜利庆祝，这使得莱夫扎茹错过了机会来实现展现他刚取得的军事优势的渴望。到了1554年2月，他才成功地集结了8000人的军队，并及时地对抗了弗朗西斯科·德·比利亚格拉指挥的一场进行报复的远征。

### 马里韦纽战役
莱夫扎茹选择在马里韦纽山上同西班牙人战斗。他将军队一分为四：两支负责冲锋以削弱敌人；第三支作为预备，等西班牙人将被击垮时发动一场新的攻击；最后一支负责截住他们的撤退。此外，一个小组还被派出去摧毁西班牙人建立的穿越比奥比奥河的麦秸桥，而这么做将会进一步瓦解比利亚格拉的任何撤退的企图。
西班牙人攻破了马普切人的第一道战线，但是第三支分队做出的快速回应使得马普切人保持住了位置。之后，这支分队的两翼开始攻击西班牙人的两侧，而第四支分队则从背后攻击。在数小时的战斗后，只有一小群西班牙人设法撤走了。尽管获得了这场胜利，然而莱夫扎茹还是再次错失了良机，这又是因为他的人民的冗长的庆祝传统所导致的。当他抵达了康塞普西翁时，这个地方已经被遗弃了。他烧毁了这个地方，但是他残余的部队已不足以继续攻击了，所以这场军事活动就此结束了。
在1554年，比利亚格拉在圣地亚哥重新组织了他的部队，同年，他再次动身前往阿劳卡尼亚，并增援了帝国堡垒和瓦尔迪维亚堡垒。这一次的增援一点没被马普切人干扰，因为他们正在对付他们首次遇到的由西班牙人带来的流行病，天花。
在1555年，利马的皇家法庭命令重建康塞普西翁。之后康塞普西翁在阿尔瓦拉多上尉的指挥下被完成了。在了解到了这个之后，莱夫扎茹便立即带着4000名战士成功地围困了康塞普西翁。在第二次摧毁这座城市期间，只有38名西班牙人设法从海路逃走了。

### 佩特罗阿战役与马塔基托战役
在敌人第二次从康塞普西翁撤走之后，莱夫扎茹渴望攻击圣地亚哥。他没能寻求到足够多的战士来支持这一计划，但是他还是带着仅有的600人执行了这一计划。在1556年10月，他们向北行进到了马塔基托河，并在佩特罗阿建立了一个强化营地。在佩特罗阿战役中，他击退了迭戈·卡诺指挥的西班牙部队的攻击，之后又挡住了佩德罗·德·比利亚格拉指挥的更大的部队。莱夫扎茹被劝告会有更多西班牙人到来，因此他向马乌莱河撤退了。由于西班牙人紧追不舍，因此他被迫撤退到了伊塔塔河对岸。到了伊塔塔河对岸之后，趁着比利亚格拉的军队没再追击他，而是去解救阿劳卡尼亚残余的西班牙人拓居地时，他对圣地亚哥又发动了一场军事行动。
尽管马普切人行动隐秘，但是圣地亚哥的统帅还是获悉到了他们的到来并派出了一支小分队赶紧去叫比利亚格拉从南边回到这座城市。这两支西班牙人部队在野外相遇了，并且从一名当地的皮昆切人那里，他们了解到了莱夫扎茹的营地的部署。在1557年4月29日拂晓，西班牙征服者们从考内群山发动了一场突袭，并在马塔基托战役中取得了决定性的胜利，而莱夫扎茹在战斗开始不久后，就牺牲了。在他的军队被击败后，他的头被砍掉，并被展示在圣地亚哥的广场上。

## 对后世影响
阿劳卡尼亚战争期间的西班牙军官阿隆索·德·埃尔西利亚（碰巧他只比莱夫扎茹大一岁）在接下来的十年里写下了西班牙语文学名作，史诗《阿劳卡尼亚人》。这部史诗成为了关于西班牙人征服美洲的一部重要的文学作品。莱夫扎茹在埃尔西利亚的作品里是主角。
莱夫扎茹由于他的完全创新的战略和他在联合四散的马普切人上的成就，而被智利人称赞为了第一位智利将军。尽管西班牙军队装备了骑矛、火枪，还有战马，而他的军队则只装备了长矛和斧头，然而他却给西班牙军队造成了多次毁灭性的打击。
弗朗西斯科·德·米兰达使用了莱夫扎茹的名字，建立了共济会莱夫扎茹分会所。这个会所是18世纪末和19世纪初的一个支持美国独立的社团的所在地。在20世纪，智利作家巴勃罗·聂鲁达，未来的诺贝尔文学奖得主，写下了关于他的诗歌。

## 扩展阅读
- Crow, John A.  4th. New York, NY: University of California Press. 1992: 331-333.
- Cunninghame, Graham; Robert Bontine. . Boston, MA: Milford House Inc. 1973.
- Ercilla, Alonso de. . Eswikisource.   [2012-10-05]. （原始内容存档于2020-10-30） （西班牙语）.
- Góngora Marmolejo, Alonso de（阿隆索·德·贡戈拉·马尔莫莱霍（英语：Alonso de Góngora Marmolejo））. . Crónicas del Reino de Chile. Madrid, Spain: Atlas. 1960: 75–224  [2012-10-05]. （原始内容存档于2009-05-15） （西班牙语）.
- Mariño de Lobera, Pedro（佩德罗·马里尼奥·德·洛韦拉（英语：Pedro Mariño de Lobera））. Fr. Bartolomé de Escobar , 编. . Crónicas del Reino de Chile. Madrid, Spain: Atlas. 1960: 227–562  [2012-10-05]. （原始内容存档于2010-01-07） （西班牙语）.
- Prescott, William H. . New York, NY: The Modern Library. 1843.
- Vivar, Jerónimo de（赫罗尼莫·德·比瓦尔（英语：Jerónimo de Vivar））. . Madrid, Spain: ARTEHISTORIA REVISTA DIGITAL. 1987  [2012-10-05]. （原始内容存档于2008-05-26） （西班牙语）.
- Britannica Academic Edition. . August 26, 2010  [August 26, 2010]. （原始内容存档于2012-09-22）.